# Giorgia Collomb
Giorgia Collomb (ur. 17 października 2006 w La Thuile) – włoska narciarka alpejska, złota medalistka mistrzostw świata.

## Kariera
Po raz pierwszy na arenie międzynarodowej pojawiła się 12 listopada 2022 roku w Pass Thurn, gdzie w zawodach juniorskich zajęła szóste miejsce w slalomie. W 2021 roku wystartowała na mistrzostwach świata juniorów w Portes du Soleil, zajmując ósme miejsce drużynowo i dziewiąte w slalomie. W tym samym roku wzięła udział w igrzyskach olimpijskich młodzieży w Gangwon, gdzie wywalczyła złoto w gigancie, srebro w kombinacji i brąz w slalomie. Ponadto na mistrzostwach świata juniorów w Tarvisio zwyciężyła w gigancie.
W zawodach Pucharu Świata zadebiutowała 26 października 2024 roku w Sölden, gdzie nie zakwalifikowała się do pierwszego przejazdu giganta. Pierwsze pucharowe punkty zdobyła 30 listopada 2024 roku w Killington, zajmując w tej samej konkurencji 19. miejsce.
W 2025 roku wystąpiła na mistrzostwach świata w Saalbach, gdzie razem z Larą Della Meą, Filippo Della Vite i Alexem Vinatzerem zdobyła złoty medal w mieszanych zawodach drużynowych.

## Osiągnięcia

### Mistrzostwa świata
| Miejsce | Dzień     | Rok  | Miejscowość | Konkurencja          | Czas biegu | Strata | Zwyciężczyni        |
| ------- | --------- | ---- | ----------- | -------------------- | ---------- | ------ | ------------------- |
| 1.      | 4 lutego  | 2025 | Saalbach    | Drużynowo            | –          | –      | –                   |
| DNF2    | 11 lutego | 2025 | Saalbach    | Kombinacja drużynowa | 2:40,89    | –      | Stany Zjednoczone 1 |
| 21.     | 15 lutego | 2025 | Saalbach    | Slalom               | 1:58,00    | +6,38  | Camille Rast        |

### Mistrzostwa świata juniorów
| Miejsce | Dzień    | Rok  | Miejscowość      | Konkurencja | Czas biegu | Strata | Zwyciężczyni      |
| ------- | -------- | ---- | ---------------- | ----------- | ---------- | ------ | ----------------- |
| 8.      | 1 lutego | 2024 | Portes du Soleil | Drużynowo   | –          | –      | Norwegia          |
| DNF1    | 2 lutego | 2024 | Portes du Soleil | Gigant      | 2:01,96    | –      | Britt Richardson  |
| 9.      | 3 lutego | 2024 | Portes du Soleil | Slalom      | 1:22,98    | +2,86  | Dženifera Ģērmane |
| 1.      | 3 marca  | 2025 | Tarvisio         | Gigant      | 2:04,72    | –      | –                 |
| 5.      | 5 marca  | 2025 | Tarvisio         | Slalom      | 1:28,61    | +0,76  | Cornelia Öhlund   |

### Igrzyska olimpijskie młodzieży
| Miejsce | Dzień       | Rok  | Miejscowość | Konkurencja | Czas biegu | Strata | Zwyciężczyni    |
| ------- | ----------- | ---- | ----------- | ----------- | ---------- | ------ | --------------- |
| 6.      | 21 stycznia | 2024 | Gangwon     | Supergigant | 53,54      | +0,68  | Camilla Vanni   |
| 2.      | 22 stycznia | 2024 | Gangwon     | Kombinacja  | 1:47,96    | +0,40  | Maja Waroschitz |
| 1.      | 23 stycznia | 2024 | Gangwon     | Gigant      | 1:41,10    | –      | –               |
| 3.      | 25 stycznia | 2024 | Gangwon     | Slalom      | 1:37,49    | +0,97  | Maja Waroschitz |

### Puchar Świata

#### Miejsca w klasyfikacji generalnej
- sezon 2024/2025:

#### Miejsca na podium w zawodach
Collomb nie stawała na podium zawodów PŚ.